# Rattenberg (Niederbayern)

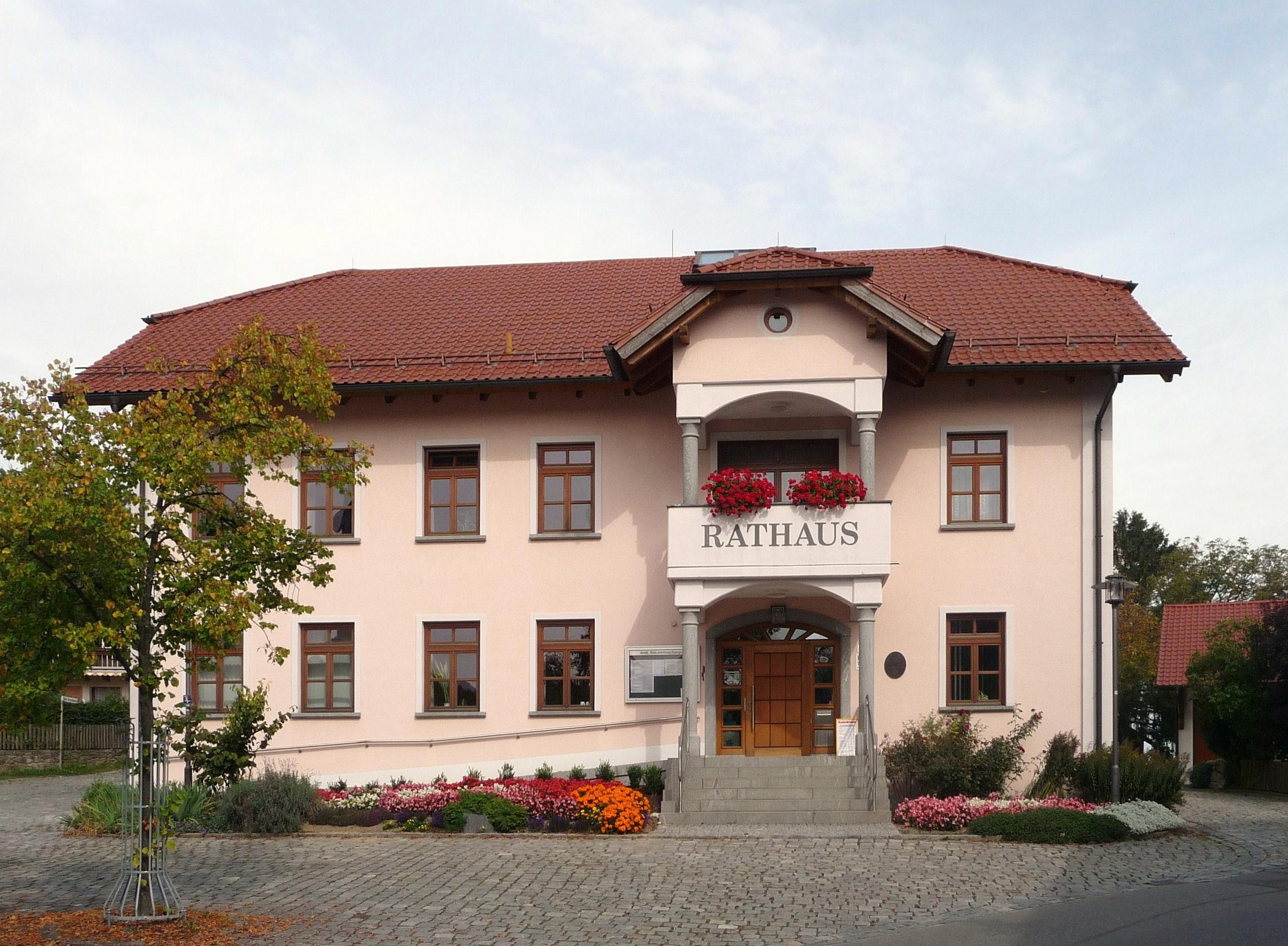
Das Rathaus von Rattenberg

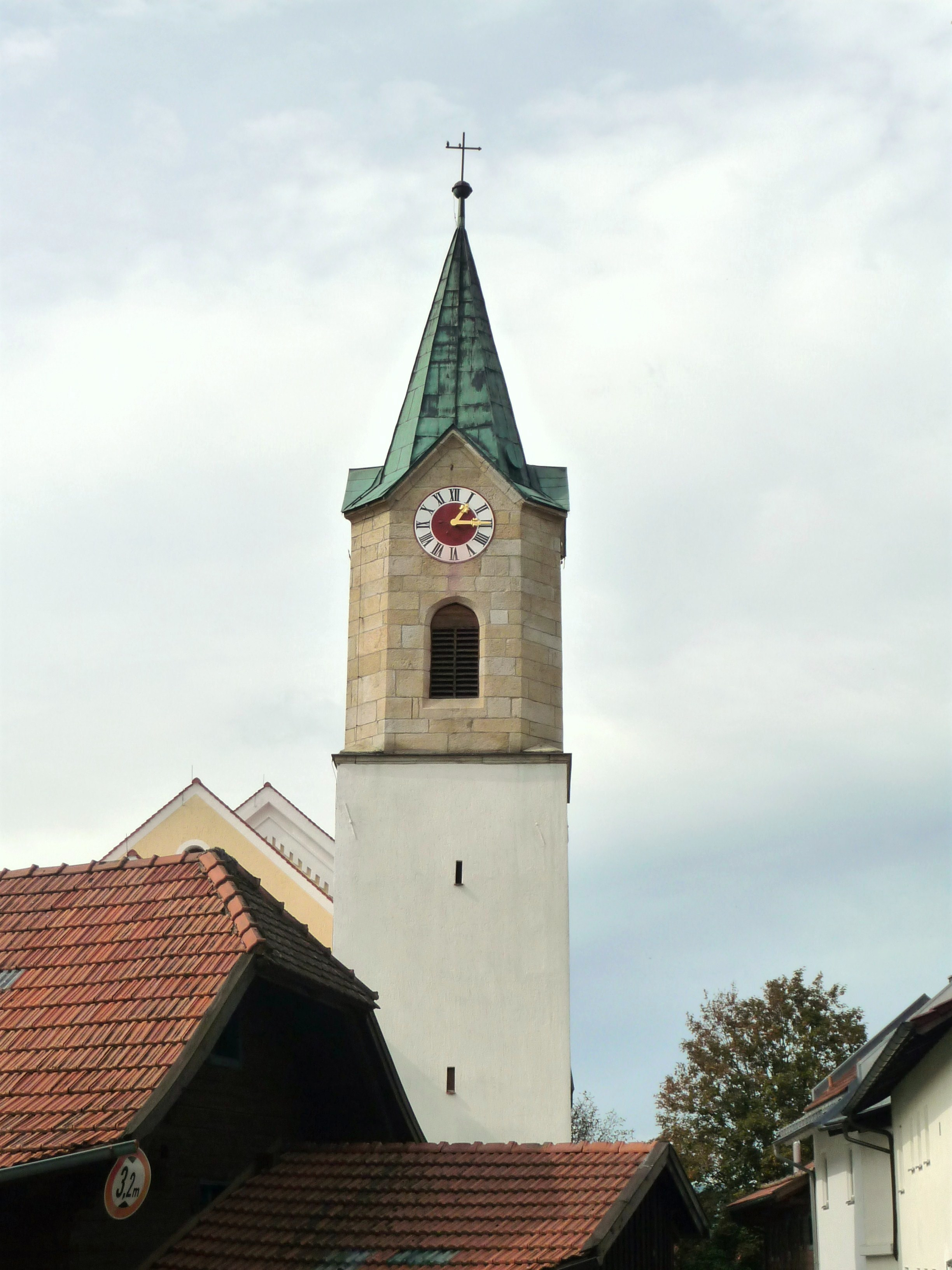
Die Pfarrkirche St. Nikolaus

Rattenberg ist eine Gemeinde im niederbayerischen Landkreis Straubing-Bogen. Das gleichnamige Pfarrdorf ist Sitz der Gemeindeverwaltung.

## Geografie

### Geografische Lage
Die Gemeinde liegt im Bayerischen Wald unmittelbar an den Grenzen zu den Landkreisen Cham im Norden und Regen im Osten.

Die nächstgelegenen Städte sind Viechtach (10 km), Bad Kötzting (21 km), Cham (22 km), Bogen (28 km), Straubing (35 km) und Regensburg (65 km).

### Gemeindegliederung
Es gibt 55 Gemeindeteile:
- Almhofen
- Altwies
- Aufeld
- Baumgarten
- Bremeck
- Bruckhof
- Buglmühl
- Bühlhof
- Engelsdorf
- Friedenstadl
- Gneißen
- Grub
- Haderhaus
- Hammersdorf
- Hinterfelling
- Hochholz
- Hochwies
- Hubing
- Irlmühl
- Kellburg
- Kriseszell
- Maierhof
- Maulendorf
- Moosmühl
- Neuhammer
- Neurandsberg
- Oberbocksberg
- Obergschwandt
- Oberstein
- Oberumwangen
- Ödhof
- Pareszell
- Rattenberg
- Redlmühl
- Renften
- Riedelswald
- Schergengrub
- Siegersdorf
- Steinachern
- Stockhaus
- Untergschwandt
- Unterholzen
- Unterstein
- Unterumwangen
- Vorderfelling
- Vornwald
- Wassesbühl
- Weberhäusl
- Weidenhof
- Weidenschaft
- Weisholz
- Wies
- Zellwies
- Zierling
- Ziernberg

Es gibt die Gemarkungen Rattenberg und Siegersdorf.

## Geschichte

### Etymologie
Die Herkunft des Ortsnamens Rattenberg hängt mit den ältesten Schreibweisen zusammen und lässt sich nicht eindeutig bestimmen. Eine Ableitung vom alten Personennamen „Rapoto“ (Rado, Rato oder auch Raido) dürfte jedoch zutreffend sein. Die Nennung eines „Rapoto“ von Rattenberg und dessen Schwester „Erga“ um das Jahr 1139 ist nachgewiesen. Die sich im Laufe der Zeit entwickelten Schreibweisen Rogitinperge, Rodunchberga, Raitenperg, Ratenperg u. a. sind mit ziemlicher Sicherheit nur verderbte Formen des ursprünglich angenommenen Namens. Nicht ganz ausgeschlossen erscheint auch eine Ableitung vom Verbum „roden/reuten“. Vielleicht ist Rattenberg auch nur eine durch sprachliche Verstümmelung und lange Überlieferung verdorbene Form von „Ramsperg“.

### Erste urkundliche Erwähnung
„Notum sit universe posteritati....“, so beginnt eine Schenkungsurkunde des Klosters Oberalteich, die in die erste Hälfte des Jahres 1105 datiert werden konnte.
Der ganze Urkundentext lautet sinngemäß in deutscher Übersetzung wie folgt:
„Es sei hiermit für die gesamte Nachkommenschaft aufgezeichnet, dass unser Vogt Friedrich und dessen Ehefrau Luitgard sowie Bruder Ulrich und Sohn Friedrich zum Altar des heiligen Petrus und den dortigen Brüdern für ihr und ihrer Eltern Seelenheil ein Gut letztwillig vermachen, das gelegen ist in Rogitinperge“.
Der mit den Grafen von Bogen sehr nahe verwandte Regensburger Domvogt Friedrich III., seine Gattin sowie sein Bruder und sein Sohn vermachen demnach mit dieser Urkunde „zum Altar des heiligen Petrus und den dortigen Brüdern“, also dem Kloster St. Peter in Oberalteich, einen Hof („unum curtile“) in „Rogitinperge“.

### Rattenberg im Mittelalter bis zur Neuzeit
In „Rogitinperge“ entstand nach der Ansiedlung des ersten Hofgutes nach und nach eine kleine Bauernsiedlung, die sich im Laufe der Zeit zunächst, wie zahlreiche andere kleinere altbayerische Siedlungseinheiten „Gemain“, also „Gemain ze Rottnperg“ nannte.
Später wurde daraus eine etwas größere Wirtschaftsgemeinde und es entstand, insbesondere im Perlbachtal, über viele Jahre hinweg die „Dorfgemain“, in Rattenberg also die „Dorfgemain Rotnperch“.
Rattenberg tritt in den Quellen des 15. Jahrhunderts als Amt des Gerichts Mitterfels in Erscheinung.
Das Gericht Mitterfels war in sieben (später acht) Schergenämter unterteilt. Christanszell (Kriseszell) war eines davon. Die Schergenämter waren auf der untersten Ebene untergliedert in Ob- oder Hauptmannschaften, die kleiner waren als die 1818 geschaffenen Gemeinden.
Für etwa 10 bis 20 Höfe wurden damals aus der Mitte der Hofbesitzer je ein Ob- oder Hauptmann bestellt. Die Beamten (Richter) des Gerichts Mitterfels versahen Verwaltungs- und Richteraufgaben, die ihnen unterstehenden Schergen (Amtsleute) waren etwa vergleichbar mit der heutigen Polizei.

### Entwicklung im 19. Jahrhundert
Bevor die Untergliederung in Gemeinden erfolgte, wurde zunächst die Landkreis-Einteilung vollzogen. Der Gerichtsbezirk Mitterfels wurde (1810) dem Unterdonaukreis (ist ab 1837 „Niederbayern“) zugeschlagen. 1821 kam es zum endgültigen Abschluss der Gemeindeformationen. Danach gehörten zum Landgericht Mitterfels (= Unterdonaukreis) u. a. die unmittelbaren (landgerichtischen) Ruralgemeinden (rural: ländlich, bäuerlich):
- Rattenberg: zwei Dörfer, sieben Weiler, 13 Einöden und 111 Familien,
- Siegersdorf: drei Dörfer, zwei Weiler, 20 Einöden und 83 Familien.

### 20. Jahrhundert
Ab 1905 hatte Rattenberg einen in dem nördlichen Gemeindeteil Wies gelegenen Bahnhof der Bahnstrecke Straubing–Miltach.
Grundlegende Veränderungen der Gemeindestruktur seit der Gemeindebildung von 1821 ergaben sich erst 150 Jahre später durch die Gebietsreform 1972 und 1978.
Bei den Gemeinden führte die Gebietsreform in erster Linie zur Auflösung vieler kleinerer Gemeinden und zur Zusammenfassung zu größeren Einheiten.
Für die Gemeinde Rattenberg ergaben sich hierbei folgende Änderungen:
Am 1. Januar 1972 wurde die Gemeinde Siegersdorf eingegliedert.
Am 1. Juli 1972 verlor die zum damals aufgelösten Landkreis Kötzting gehörende Gemeinde Grub im Rahmen der Gebietsreform ihre Selbständigkeit. Die Ortschaften Grub, Hammersdorf, Unter- und Obergschwandt wurden in die Gemeinde Rattenberg, Landkreis Straubing-Bogen, Regierungsbezirk Niederbayern eingegliedert. Das restliche Gebiet wurde der Gemeinde Zandt und damit dem Regierungsbezirk Oberpfalz zugeschlagen.
Am 1. Januar 1978 wurde der Gemeindeteil Riedelswald (damals 14 Einwohner) aus der aufgelösten Gemeinde Elisabethszell eingegliedert.
Am 1. Mai 1978 erfolgte die Bildung der Verwaltungsgemeinschaft Konzell/Rattenberg. Dieser vom Großteil der Bevölkerung als „Zwangsehe“ empfundene Zusammenschluss hielt jedoch nicht lange. Die „Rebellengemeinde“ Rattenberg wurde nach mehreren vergeblichen Versuchen im vierten Anlauf zum 1. Januar 1994 aus der Verwaltungsgemeinschaft entlassen. Seither besitzt Rattenberg wieder seine eigene Verwaltung, die seit 1996 im neu errichteten Rathaus am Dorfplatz untergebracht ist.

### Einwohnerentwicklung
Im Zeitraum 1988 bis 2018 sank die Einwohnerzahl von 1807 auf 1727 um 80 Einwohner bzw. um 4,4 %. Am 31. Dezember 1996 zählte Rattenberg 1.924 Einwohner.

## Politik

### Gemeinderat
Die Gemeinderatswahl 2020 ergab folgende Stimmenanteile und Sitzverteilung:
| Partei/Liste           | %     | Sitze |
| ---------------------- | ----- | ----- |
| CSU/Wählergemeinschaft | 37,48 | 5     |
| SPD/Freie Bürger       | 36,12 | 4     |
| BP/Unabhängige Bürger  | 26,40 | 3     |

### Bürgermeister
Erster Bürgermeister ist Dieter Schröfl (CSU/WG). Er ist seit 1. Mai 2014 im Amt.

### Wappen
| Wappen von Rattenberg | Blasonierung: „In Blau ein silberner Widderkopf mit goldenen Hörnern, unten und beiderseits je eine goldene Kugel.“ |
| Wappen von Rattenberg | Wappenbegründung: Der Widderkopf geht auf das Adelsgeschlecht der Ramsperger zurück, welche die Besitzer der nahe gelegenen Burg Neurandsberg waren. Die drei Kugeln symbolisieren die Äpfel des Hl. Nikolaus, des Kirchenpatrons von Rattenberg. Die Farben Silber und Blau wurden gewählt, da nach dem Aussterben des Geschlechts der Grafen von Bogen Rattenberg in den Herrschaftsbereich der Herzöge von Bayern kam. Flagge: Die Gemeindeflagge ist dreistreifig in den Farben Weiß, Blau und Gelb und mittig mit dem Gemeindewappen belegt. |

## Kultur und Sehenswürdigkeiten
- Die Pfarrkirche St. Nikolaus besitzt einen Turmunterbau und eine Apsis im spätromanischen Stil, der übrige Bau ist neuromanisch und entstand 1890. An der Ostseite des Turmes befindet sich ein Steinrelief, der sogenannte Trutzkopf aus dem 12. oder 13. Jahrhundert.
- Burggasthof Neurandsberg

Im Burggasthof Neurandsberg treten in regelmäßigen Abständen Künstler aus der Musik- und Comedy-Szene auf.
- Burgruine Neurandsberg
- Wallfahrtskirche Mariae Geburt
- Waldlerbühne Rattenberg

Die Waldlerbühne Rattenberg führt Bauerntheater-Stücke auf.
- Rattenberger Heimatfest

Alljährlich am zweiten Juli-Wochenende findet das traditionelle „Rattenberger Heimatfest“ statt.
- Sommer- und Museumsfest

Alljährlich am 15. August findet das „Sommer- und Museumsfest“ in Rattenberg statt.
Tag der offenen Tür und Vorführung alter Handwerkskunst im Heimatmuseum Rattenberg, Pfarrgarten.

## Dialekt
Der Rattenberger Dialekt ist für Dialektologen interessant, da er völlig untypisch für den Bayerischen Wald eine Ähnlichkeit mit dem Wiener Dialekt hat. Man geht jedoch davon aus, dass diese Entwicklung unabhängig voneinander stattgefunden hat.

## Wirtschaft und Infrastruktur

### Tourismus
Das Gemeindegebiet, außer dem Gemeindeteil Riedelswald, ist als Erholungsort staatlich anerkannt.

### Bildung
- Mittelschule: sechs Lehrer und 59 Schüler (Stand: 2015/2016)[13]
- Grundschule: vier Lehrer und 66 Schüler (Stand: 2015/2016)[14]

## Sport – DJK Rattenberg
Die DJK Rattenberg hat eine Fußball-, Ski-, Tischtennis-, Stock-, Damengymnastikabteilung. Der Verein hat ca. 900 Mitglieder. Im Jahr 2016 feierte der Sportverein sein 50-jähriges Jubiläum.